# Флейшер, Глеб Владимирович
Глеб Влади́мирович Фле́йшер (1873, ? —  4 июля 1930, Пермь) — советский учёный-медик, доктор медицины, организатор Пермской клиники инфекционных болезней.

## Биография
Г. В. Флейшер окончил в Санкт-Петербурге естественное отделение физико-математического факультета Императорского Санкт-Петербургского университета (1896) и Императорскую военно-медицинскую академию (1900). Работал в клинике профессора Н. Я. Чистовича.
Владел несколькими иностранными языками. Был в заграничной командировке в Швейцарии и работал у профессора П. Эрлиха. Участник Первой мировой войны.
В 1903 году защитил докторскую диссертацию.
Г. В. Флейшер активно работал в совете медицинского факультета Пермского университета, возглавлял медицинское отделение общества естествоиспытателей (открыто 17 декабря 1917 г.).
С 1920 г. возглавил в Пермском университете кафедру инфекционных болезней, которая была организована на базе 1-й клинической больницы. Преподавание было поставлено на высоком уровне. Г. В. Флейшер был отличным клиницистом и прекрасным лектором.
В 1921 году на базе инфекционного отделения 1-й клинической больницы организовал при медицинском факультете клинику инфекционных болезней (позже — Пермская областная инфекционная больница).
Он много внимания уделял делу организации борьбы с инфекционными заболеваниями в Перми. При его участии при клинике была создана бактериологическая лаборатория, открыт пункт по сбору и изготовлению сывороток скарлатинозных и коревых реконвалесцентов. Сотрудники клиники под руководством профессора Флейшера активно участвовали в борьбе с паразитарными тифами, холерой, натуральной оспой и другими инфекционными заболеваниями, что было особенно актуально после завершения Гражданской войны.
С 1923 года являлся деканом медицинского факультета  Пермского университета.

## Семья
Сыновья Георгий Глебович, Юрий Глебович Флейшер и дочь Елена Глебовна  Флейшер, внуки Владимир Георгиевич и Борис Георгиевич Флейшер, правнуки Ирина и Юрий Флейшеры.